# Донецкий завод горноспасательной аппаратуры
Донецкий завод горноспасательной аппаратуры (НПО «Респиратор», укр. Донецький завод гірничорятувальної апаратури) — промышленное предприятие в Донецке в области разработки и производства горноспасательной техники и средств индивидуальной защиты горняков. 

## История
Предприятие образовано в 1960-е годы для изготовления отечественных и ремонта иностранных респираторов. В 1996 году реорганизовано в открытое акционерное общество Научно-производственное объединение «Респиратор» (НПО «Респиратор»). Обладало технологиями изготовления горноспасательной аппаратуры и контрольного оборудования. Вся продукция сертифицирована в национальной системе УкрСЕПРО, выдан международный сертификат на систему качества фирмы TNO (Нидерланды), действующий в ЕС. 

## Продукция
- Шахтные самоспасатели ШСС-1 (защита органов дыхания горняков до 50 мин);
- Респираторы Р-30, Р-34 для защиты органов дыхания горняков-спасателей в течение 4,2 ч. при ликвидации аварии;
- Компрессоры КД-8 для снаряжения малолитражных баллонов медицинским кислородом;
- Газораспределители химические ГХ-М для экспресс анализа газовых компонентов 11 наименований в рудничной атмосфере;
- Универсальные контрольные приборы УКП-5 для контроля и настройки респираторов.